# 仙桃市
仙桃市（せんとう-し）は中華人民共和国湖北省に位置する省直轄県級市。

## 地理
湖北省の中部、漢水の南岸に位置し、孝感市（漢川市）・武漢市（蔡甸区・漢南区）・荊州市（洪湖市・監利市）・天門市・潜江市に接する。

## 歴史
503年（天監2年）に沔陽郡に初めて沔陽県が設置された。県名は郡治が沔水北岸に位置していたことに由来する。唐・五代・宋代には復州、元代には沔陽府、明代以降は沔陽州とされ、中華民国成立後、1912年に州制廃止に伴い沔陽県に戻された。
中華人民共和国成立初期は一時沔陽専署とされたが、1951年に沔陽南部に新たに洪湖県が設置されると同時に、沔陽専署は沔陽県と改編された。1986年5月、県級市に改編に伴い仙桃市と改称され、更に1994年10月に湖北省直轄市に改編され現在に至る。
現在は武漢市の近郊都市群「長江中遊城市群」8都市の一つとして武漢市との経済的なつながりが強くなっている。

## 行政区画
- 街道：沙嘴街道、干河街道、竜華山街道、杜湖街道
- 鎮：鄭場鎮、毛嘴鎮、剅河鎮、三伏潭鎮、胡場鎮、長埫口鎮、西流河鎮、沙湖鎮、楊林尾鎮、彭場鎮、張溝鎮、郭河鎮、通海口鎮、陳場鎮
- 民族鎮：沔城回族鎮
- その他：仙桃経済開発区、排湖風景区

## 交通
道路
- 漢宣高速道路 （滬蓉高速道路）

## 出身者
- 倪文俊 - 元末の反乱指導者。
- 陳友諒 - 元末の反乱指導者。「漢」の初代皇帝を名乗った。
- 張難先 - 政治家。
- 池莉 - 小説家。
- 雷軍 - 実業家。Xiaomi（シャオミ）創業者。
- 李小双 - 体操選手。
- 楊威 - 体操選手。
- 辜梓豪 - 囲碁棋士。